# 解放奴隸宣言

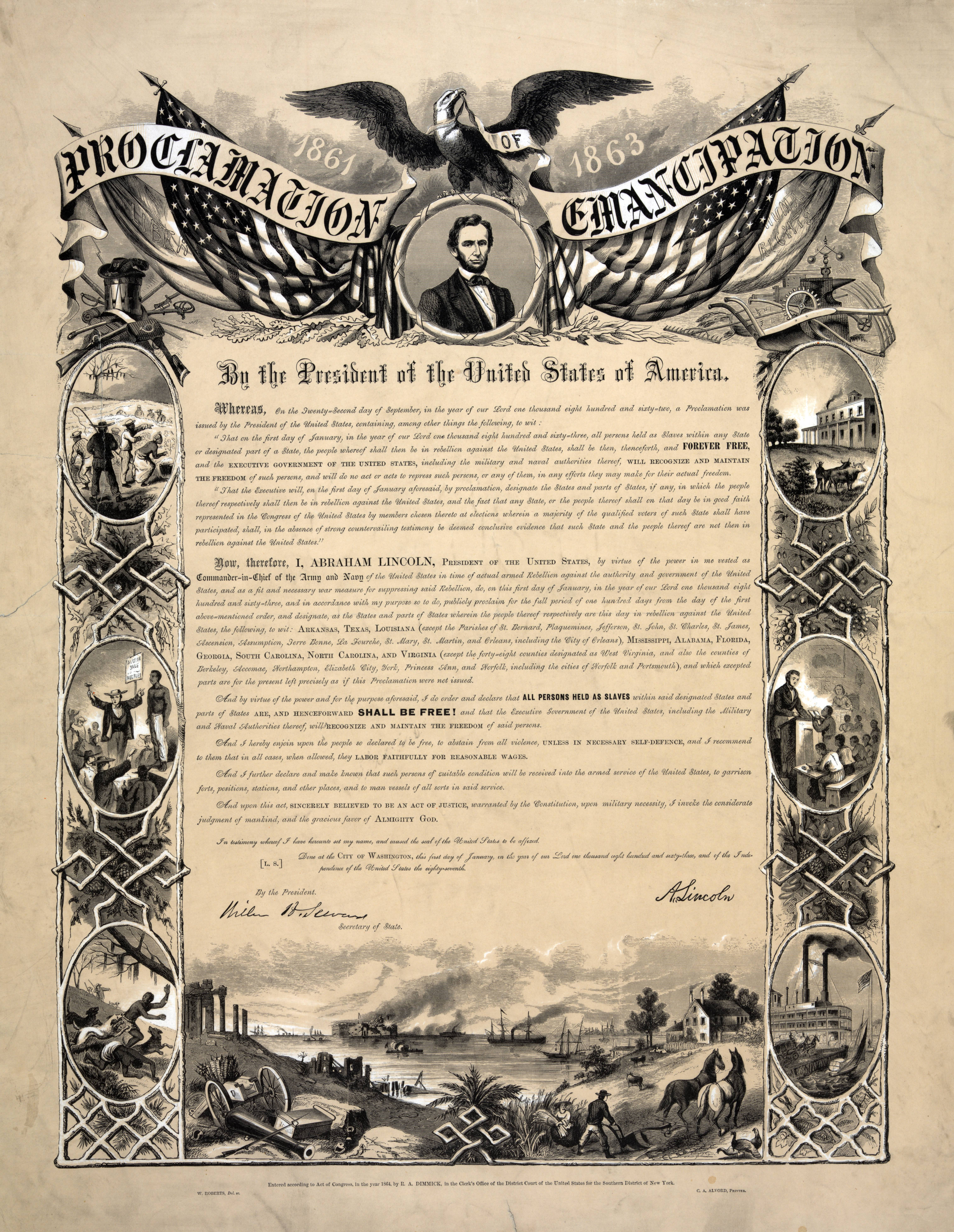
《解放奴隸宣言》的重製本，現存於俄亥俄州辛辛那堤的國家地下鐵路自由中心

《解放奴隸宣言》（英語：The Emancipation Proclamation）是份由美國總統亞伯拉罕·林肯于1863年1月1日公佈的宣言，其主張所有美利堅邦聯叛亂下的領土之黑奴應享有自由，然而未脫離聯邦的邊境州，以及聯邦掌控下的諸州依然可以使用奴隸。此宣言僅立即解放少部分奴隸，但實質上強化聯邦軍掌控邦聯的領土後這些黑奴自由的權威性，並為最終廢除全美奴隸制度預先鋪路。

## 歷史背景
南北戰爭爆發後，相當多的黑奴自願為自身自由而協助聯邦作戰，但對如何處理佔領地黑奴觀點上仍有所衝突。林肯一開始收回某些將軍自行發布的解放黑奴命令，而此政策嚴厲執行則造成逃亡黑奴必須回到他們南方主子那兒，但1862年3月13日邦聯政府禁止所有聯邦軍指揮官遣返逃亡黑奴，如此影響了1850年的《逃亡奴隸法》的廢除。1862年4月11日，國會宣布聯邦政府將保障釋放黑奴的奴隸主，所有在華盛頓的黑奴於1862年4月16日獲得解放。1862年6月19日國會廢止聯邦領土上的奴隸制度，如此使美國最高法院於1857年《史考特訴桑福德案》作出的決議失去效力：此決議曾導致國會一度無權監督國土上的黑奴制度。
林肯曾宣稱他自己沒有憲法賦予的權力解放黑奴，此外，解放黑奴是種具有風險的政治行為，因為仍有部分蓄奴州效忠於聯邦，且戰爭初始的目的集中在保護聯邦的完整而非解放黑奴。基於如此，這份宣言當時只是份而由林肯自己理解為以三軍統帥的身分所發表的軍事命令，而非由國會公佈具同等地位的法案或憲法增修條文。另外有些論點認為解放奴隸宣言本身乃違憲，且是種領袖擴權指揮軍隊行動，而非創造新法（可參考《楊斯頓鋼鐵公司總統許可權案》（Youngstown Sheet and Tube Co. v. Sawyer, 343 U.S. 579 (1952) ）其主張總統無權以三軍統帥的身分掌控煉鋼廠使其為韓戰效力）。解放奴隸宣言也把解放黑奴的同意權讓渡給聯邦軍隊（雖然軍隊本身實行種族隔離），這難得的機會使將近20萬多曾為奴隸的黑人受惠，也讓北方人獲得額外的人力資源而南方人卻直到戰敗前幾天還無法仿效。
林肯第一次與其內閣討論该宣言是在1862年7月，但考慮到此舉對政治的種種影響（包括對聯邦內的蓄奴州），他覺得在發佈前需要場聯邦軍的勝仗。在安提頓戰役，聯邦軍隊擊退邦聯對馬里蘭州的進犯後，他於1862年9月22日發佈一份準備宣言，而最終的宣言則於隔年1月發佈。
解放奴隸宣言自身受限於對奴隸制度的立即效用，僅能在聯邦納入控制下的邦聯領土上生效，邊界州（德拉瓦州、肯塔基州、馬里蘭州、密蘇里州和西維吉尼亞州）的奴隸制度因其仍效忠聯邦而絲毫不受影響。國務卿威廉·西華德曾於評論中談到：“我們表達對奴隸制度的同情手法是解放那些我們管不著的奴隸以及奴役那些我們能解放的人們。”任何脫離聯邦的州只要在宣言生效前重新加入聯邦（或僅僅送他們的國會議員回華盛頓）便具有等同邊際州的地位，並至少在當下能保有奴隸制度（雖然馬里蘭州、密蘇里州和西維吉尼亞州早在1865年美國憲法第十三修正案批准解除全國奴隸制度的合法性以前，便透過內部政治運作逐步廢除奴隸制度）。

## 宣言的發表
整份宣言分成兩個部分發佈：第一部分發佈於1862年9月22日，是份概述第二部分目的的準備公告；第二部分正式生效於1863年1月1日，此時正處於南北戰爭的第二年，其中包含亞伯拉罕·林肯的聲明：所有脫離聯邦並回到聯邦掌控下的州之奴隸最遲於1863年1月1日後當被解放。有十個州的名字在第二部分公佈時被逐一提及，可有意忽略了馬里蘭州、德拉瓦州（當時皆未脫離聯邦）、田納西州（已確實在聯邦控制之下）、密蘇里州以及肯塔基州（已存有幾個被邦聯接受的派系政府，但仍未正式脫離聯邦）。特別豁免權由48個連署成立西維吉尼亞州以及其他被舉列的維吉尼亞州郡表述；另外還包含新奧尔良和幾個被列舉為聯邦掌控之下的路易斯安那州郡。

## 立即影響

### 國內
除了對黑奴有限的立即效果外，此宣言象徵北方人的戰爭目的改變：重整聯邦不再是戰爭唯一的目的。這代表一個邁向廢除全聯邦奴隸制度的重要階段。
此外，有些黑奴因宣言而立即重獲自由。這些在聯邦邊際線脫逃且為聯邦軍隊稱作“戰爭違禁品”（contraband of war）的黑奴被帶到走私管制營區；當宣言生效後，他們在半夜被告知可以自由離開。另外，喬治亞州外海的島嶼在戰爭期間為聯邦海軍所佔領，故當地白人多逃回美洲大陸，留下黑奴在此生活。海軍將官當他們的面讀誦宣言並告知他們自由了。
軍隊裡對此宣言的反應各有不同。部分單位差點發動兵諫，有些則因聽說此宣言而集體開小差；但另一方面，其他單位盼望該理想能立法通過使其更顯尊貴，為此至少一個單位採用了格言：“為聯邦與自由”。
而對邦聯而言，黑奴問題是“戰爭發動機”的一部分：這些黑奴負責生產和存備食糧、修復鐵路、在農田與工場中作工、運輸船隻、挖礦、建築防禦工事以及從事看護工作和一般勞工。為了激發邦聯內部黑奴們的不滿，數以百萬份的《解放黑奴宣言》在聯邦佔領的邦聯屬地流傳。而且如同期望般，此消息透過口傳方式迅速散播，並燃起人們對自由的希冀和造成大眾的混亂，以及鼓勵許多黑奴起身脫逃。

### 國際
在海外，如同林肯的期望，此宣言使他國民意轉而支持聯邦終結奴隸制度的承諾。這種轉變粉碎邦聯政府獲取他國官方承認的希望，特別是與英國。如同亨利·亞當斯所言：“《解放黑奴宣言》比我們之前的勝仗與外交策略做得更多。”

## 內戰之後
戰爭末期，美國共和黨中的廢奴論者推斷一旦戰爭結束後《解放黑奴宣言》將可能被解讀成一份違憲的戰時命令，故他們千方百計想保障所有黑奴的自由，而非僅止於宣言賦予的解放。在此壓力下，林肯以他在1864年的總統選戰作為他將透過憲法修正案的方式廢除全國奴隸制度之賭注。林肯的選戰獲得馬里蘭州與密蘇里州分裂票數支持；馬里蘭州於1864年11月1日生效的新憲章廢除奴隸制度。贏得連任後，林肯強力催促“跛鴨的”第38屆國會在第39屆國會集會立即通過憲法修正案。1865年1月31日國會通知各州議員批准將成為美国憲法第十三修正案的法案，其禁止美國國土上任何的蓄奴行為。1865年12月6日，修正案為足夠多的州所認可。其作為一個實行的法條，至今為止肯塔基州是全美唯一不為修正案以外方式解放黑奴的地方。
据美国《洛杉矶时报》网站2013年2月18日报道：148年后，密西西比州批准了禁止蓄奴的修正案。